# 布赫黑勒河
50°45′32″N 8°03′39″E / 50.758870°N 8.060813°E

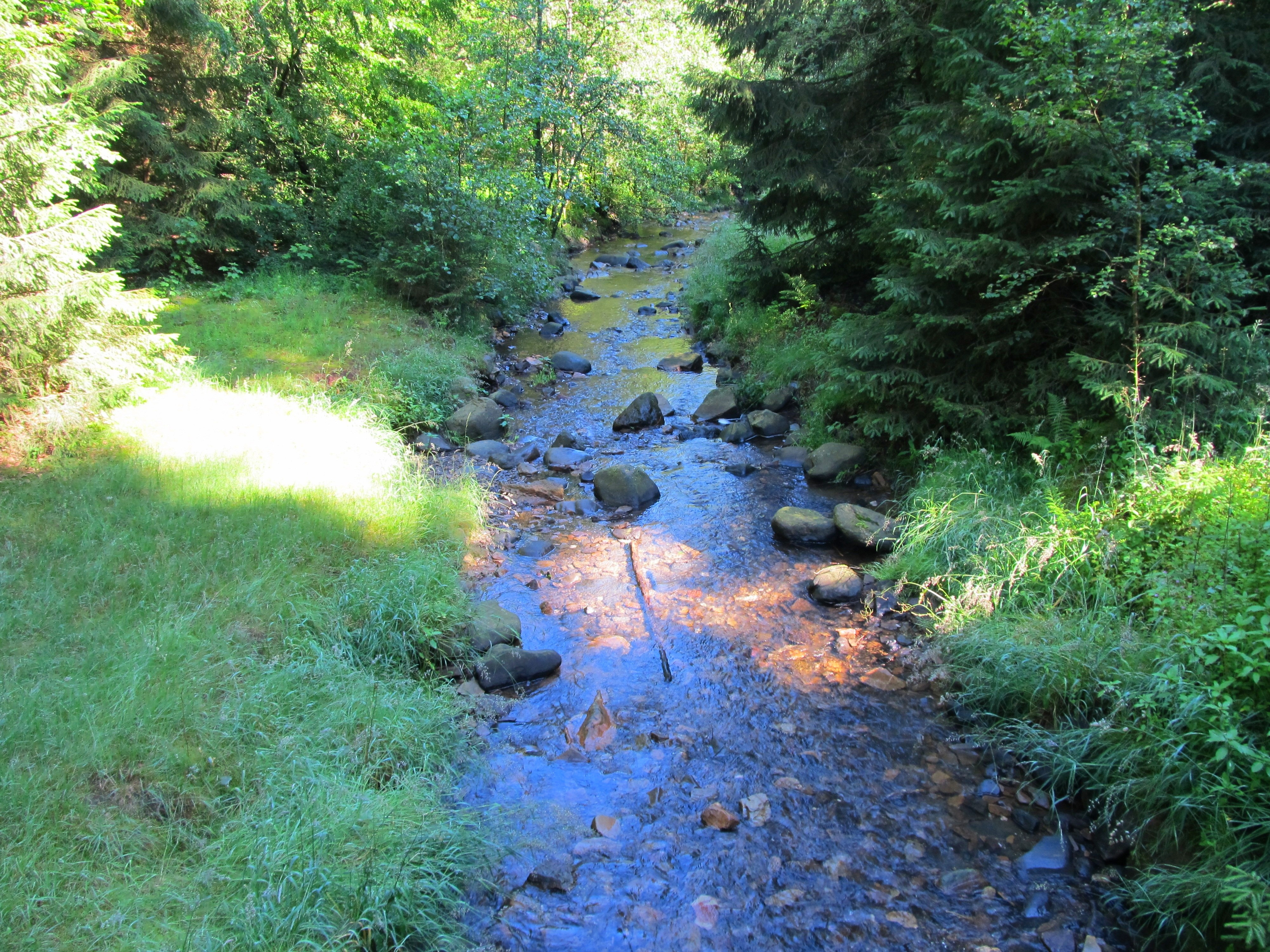

布赫黑勒河（德語：Buchheller），是德國的河流，位於該國西部，流經北萊茵-威斯特法倫州，屬於黑勒河的左支流，河道全長8.9公里，流域面積14.4平方公里。